# 报警器服务
报警器服务（Alerter service）是一项用来发送管理警告的Microsoft Windows服务。警告信息从服务器发送至客户机，提醒用户有关安全、访问以及用户会话的问题。客户机上必须运行Windows Messenger服务以接收警告信息。 
此服务主要用于服务端应用程序（如性能监视器）向客户机发送警告信息，这与客户端到客户端间通信的Messenger服务不同。 
此服务在Windows XP SP2和Windows Server 2003 SP1中被默认禁用，且自Windows Vista和Windows Server 2008起不被支持。
解释之一是此项服务可被攻击者滥用，导致用户做出可能危及账户或网络安全的行为。（社会工程学攻击）。

## 另请参阅
- Windows组件列表
- Windows Messenger服务（英语：Windows Messenger service）